# 菊田七平
菊田 七平（きくた しちへい、1897年（明治30年）8月20日 - 1976年（昭和51年）11月16日）は、大正から昭和期の実業家、政治家。参議院議員（1期）、茨城県議会議長。

## 経歴
茨城県新治郡真鍋町殿里（現在の土浦市殿里）で、旧家・菊田広恵の長男として生まれる。1912年（大正元年）茨城県立土浦中学校（現在の茨城県立土浦第一高等学校）を卒業した。
土浦商工会議所会頭、湖南通運社長、環産業社長、高津油機社長、霞ケ浦食品工業社長、日神酒造社長、丸果生果社長、関東銀行（現在の筑波銀行）取締役会長などを務めた。その他、茨城県農業会長、同県蚕種協同組合長、同県観光連盟会長、新治郡真壁町農会長、同町産業組合専務理事などに在任した。
政界では真鍋町会議員に2期在任。土浦市会議員に1940年（昭和15年）12月、1944年（昭和19年）7月に選出され、1944年7月、同市会議長に就任した。1941年（昭和16年）に茨城県会議員に選出され、1946年（昭和21年）9月、第44代副議長、1947年（昭和22年）5月、第45代議長、1948年（昭和23年）6月、第46代議長に就任した。その他、土浦土地収用委員会副委員長、茨城県教育委員会委員、消防団長なども務めた。
1950年（昭和25年）6月の第2回参議院議員通常選挙に茨城県地方区から国民民主党公認で出馬して当選し、自由民主党に所属し参議院議員に1期在任した。この間、第3次鳩山一郎内閣・労働政務次官、参議院地方行政委員長などを務めた。
1967年（昭和42年）秋の叙勲で勲三等旭日中綬章受章。
1976年（昭和51年）11月16日死去、79歳。死没日をもって正五位に叙される。